# 무바라크 알아이아르 경기장
무바라크 알아이아르 경기장(아랍어: ملعب مبارك العيار, 영어: Mubarak Al-Aiar Stadium)은 쿠웨이트 알자라에 있는 다목적 경기장이다. 현재는 주로 알자라 SC의 홈구장으로 사용된다. 경기장의 수용 인원은 17,000명이다.